# علي بيغلو (مياندوآب)
علي بيغلو هي قرية في مقاطعة مياندوآب، إيران. عدد سكان هذه القرية هو 1,005 في سنة 2006.